# 도둑잡기

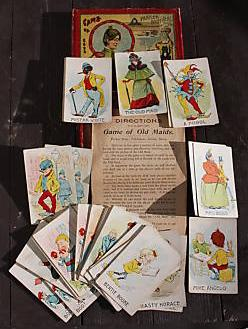

도둑잡기는 플레잉카드로 할 수 있는 카드 게임으로 지역이나 사람에 따라 조커뽑기라고 하기도 한다. 원카드와 함께 플레잉카드로 할 수 있는 가장 유명한 게임으로 꼽힌다.

## 역사
패자가 술값을 지불하는 고대의 도박게임에서 유래하였다. 같은 규칙을 가진 게임으로 1882년 처음 기록된 영국의 "Old Maid" 게임, 1853년 처음 등장한 프랑스의 "Vieux Garçon" 게임, 1821년 처음 기록된 독일의 "Black Peter" 게임이 있다.

## 특징
마지막으로 조커카드를 패에 들고 있는 사람이 패배하는 게임. 일반적인 플레잉카드 게임에서 치트키 카드로 사용되는 조커카드를 가지고 있는 사람을 마치 좋은 것을 훔쳐간 "도둑"이라고 표현하여 "도둑잡기"라는 이름이 붙었다.
일반적으로 친구들이나 가족들끼리 놀러갔을 때 플레잉카드만 가지고 있다면 쉽고 재미있게 즐길 수 있다. 규칙도 매우 쉽기 때문에 처음 이 게임을 하는 사람도 이해하기 쉽고 바로 시작할 수 있다는 특징이 있다. 이러한 이유로 수련회, 수학여행, MT, 야유회 등에서 많이 하는 게임들 중 하나로 꼽힌다.

## 게임 규칙
1. 54장의 카드에서 조커카드 한 장을 빼고 인원 수에 맞게 카드를 나누어 가진다.
2. 카드가 인원 수에 맞게 분배되었다면 각자 자신의 패에서 같은 숫자나 알파벳을 가진 카드를 한 쌍씩 내려놓는다.
3. 더 이상 자신의 패에 같은 쌍의 카드가 남아 있지 않을 때까지 카드를 내려놓는다.
4. 먼저 카드를 뽑을 사람을 정하고 그 사람을 기준으로 시계 혹은 반시계 방향으로 카드를 뽑는 순서를 정한다.
5. 시계 혹은 반시계 방향으로 상대의 카드 한 장을 가져와서 쌍이 맞는 카드가 있으면 내려놓는다.
6. 5의 과정을 반복한다. 먼저 카드를 다 내려놓은 사람은 빠지고 마지막으로 조커카드를 가지고 있는 사람이 패배한다.

## 전략
조커를 가지고 있다면 게임에서 불리할 수 있다는 생각보다는 최대한 빨리 상대방에게 넘겨야 한다는 생각을 가지는 것이 좋다. 조커를 가지고 있다면 표정관리와 포커 페이스를 통해 조커를 빨리 상대방에게 넘겨야 한다. 조커를 가지고 있지 않다면 상대방의 표정 변화를 유심히 관찰해서 누구에게 조커가 있는지, 상대방의 어떤 카드가 조커카드인지 파악하는 것이 중요하다.

## 같이 보기
포커 페이스
1. ↑  David Parlett. 《Oxford Dictionary of Card Games》. Oxford University Press.